# Catacombs Mountain
Catacombs Mountain är ett berg i Kanada.   Det ligger i provinsen Alberta, i den centrala delen av landet, 3 100 km väster om huvudstaden Ottawa. Toppen på Catacombs Mountain är 3 261 meter över havet, eller 5 meter över den omgivande terrängen. Bredden vid basen är 0,36 km.
Terrängen runt Catacombs Mountain är huvudsakligen bergig.Trakten runt Catacombs Mountain är nära nog obefolkad, med mindre än två invånare per kvadratkilometer.. Det finns inga samhällen i närheten. 
I omgivningarna runt Catacombs Mountain växer i huvudsak barrskog.